# Don LaFontaine
Pour les articles homonymes, voir Lafontaine.
Don LaFontaine (26 août 1940 à Duluth, Minnesota, États-Unis - 1er septembre 2008 à Los Angeles) est un acteur américain célèbre dans les pays anglophones pour avoir prêté sa voix à plus de 4 000 bandes annonces de films, ainsi qu'à de très nombreux clips promotionnels pour des émissions de télévision et à des chaînes de télévision (notamment Fox).
Don LaFontaine, surnommé « Le roi des bandes-annonces de films » (The King of the Movie Trailers) ou encore « La voix de Dieu » (The VoG : The Voice of God) est souvent cité comme étant l'inventeur de la bande-annonce moderne. Il est aussi le créateur de formules devenues célèbres, telles que In a world where... en français : « Dans un monde où... », Nowhere to run. Nowhere to hide. And no way out… en français : « Nulle part où fuir. Nulle part où se cacher. Et aucune issue... ».
Sa voix peut être décrite comme étant grave, voilée, profonde, puissante, menaçante et solennelle.

## Biographie
En 1962, alors jeune ingénieur du son, il est contacté par un producteur de radio, Floyd Peterson, pour travailler au National Recording Studios à New York. Peterson avait alors pour tâche de réfléchir à une promotion efficace du film Docteur Folamour de Stanley Kubrick et Don LaFontaine se fit remarquer en proposant des idées inédites à l'époque. À partir de ce moment, il créera lui-même des bandes annonces de A à Z : écriture, production, musique, effets sonores, mixage, montage…
En janvier 1963, il s'associe avec Floyd Peterson et fondent ensemble une société qui compte plus de quarante employés.
Très productif, il a enregistré jusqu'à soixante promotions par semaine ou quatorze par jour. Ce quasi-monopole dans le secteur de la promotion a fait de lui un multi-millionnaire.
Souvent confondu avec Tex Brashear, Hal Douglas ou Peter Cullen, il n'est pas que la voix basse se cachant derrière les bandes annonces américaines. Il a aussi fait des publicités pour la télévision, comme pour le jeu de télé-réalité The Apprentice.
En 2003, il a fait partie du jury du Festival international de la bande-annonce (Fiba) qui se tient à Cannes chaque année.
Le 31 août 2008, il est hospitalisé en urgence en raison d'un caillot de sang dans son poumon. Il meurt le 1er septembre.

## Filmographie

### Comme acteur
- 1982 : Le Promeneur de l'éternité (Time Walker) : Reporter
- 1988 : Fantômes en fête (Scrooged) : IBC Promo Announcer
- 1990 : L'étoffe des blaireaux (en) (A Man Called Sarge) : Narrator (voix)
- 1997 : Plump Fiction : Voice-over
- 1997 : Santa vs. the Snowman (en) (TV) : Narrator (voix)
- 1997 : Beyond Belief: Fact or Fiction (en) (série TV) : Announcer (1997-2000) (voix)
- 1998 : Sandman : Santa, Balladeer
- 2002 : Fillmore ! (série TV) : Announcer (voix)
- 2002 : Santa vs. the Snowman 3D (en) : Narrator (voix)
- 2004 : Ark : Narrator (voix)
- 2005 : Family Guy Presents: Stewie Griffin - The Untold Story (vidéo) : FOX Announcer (voix)
- 2006 : Interrogation : Luke

### Comme scénariste
- 1998 : Sandman
- 2006 : Interrogation

### Comme producteur
- 1998 : Sandman
- 2006 : Interrogation